# ريتشارد ثورب
ريتشارد ثورب (بالإنجليزية: Richard Thorpe)‏ هو مخرج وممثل أمريكي، ولد في 24 فبراير 1896 في الولايات المتحدة، وتوفي في 1 مايو 1991 بكاليفورنيا في الولايات المتحدة.

## أعمال

### أفلام
- (1950) ثلاث كلمات صغيرة
- (1951) كاروسو العظيم
- (1952) إيفانهوي[5][6]
- (1953) كل الإخوة كانوا شجعان
- (1962) كيف غلب الغرب[7][8]

## وصلات خارجية
- ريتشارد ثورب على موقع IMDb (الإنجليزية)
- ريتشارد ثورب على موقع الموسوعة البريطانية (الإنجليزية)
- ريتشارد ثورب على موقع ألو سيني (الفرنسية)
- ريتشارد ثورب على موقع ميوزك برينز (الإنجليزية)
- ريتشارد ثورب على موقع تيرنر كلاسيك موفيز (الإنجليزية)
- ريتشارد ثورب على موقع تيرنر كلاسيك موفيز (الإنجليزية)
- ريتشارد ثورب على موقع أول موفي (الإنجليزية)
- ريتشارد ثورب على موقع قاعدة بيانات برودواي على الإنترنت (الإنجليزية)
- ريتشارد ثورب على موقع قاعدة بيانات الأفلام السويدية (السويدية)
- ريتشارد ثورب على موقع إن إن دي بي (الإنجليزية)